# Cameron Dodge
Cameron Dodge, né le 10 octobre 1991, est un coureur cycliste américain, spécialiste du cyclo-cross. Il pratique également le cross-country VTT.

## Palmarès en cyclo-cross
- 2013-2014
  - HPCX, Jamesburg
- 2014-2015
  - Charm City Cross (1), Baltimore
  - HPCX (1), Jamesburg
  - HPCX (2), Jamesburg
  - Supercross Cup (1), Stony Point
- 2015-2016
  - HPCX #1, Jamesburg
  - DCCX #1, Washington
  - DCCX #2, Washington
  - Supercross Cup #1, Stony Point
  - Supercross Cup #2, Stony Point